# Резня в туннеле Сунчхон
Резня в туннеле Сунчхон — массовое убийство американских военнопленных солдатами Корейской народной армии в октябре 1950 года во время войны в Корее.
После разгрома Корейской народной армии в сентябре-октябре 1950 года войска ООН подошли к Пхеньяну, столице Северной Кореи. Отступая от города, вечером пятницы 20 октября северокорейские войска расстреляли в железнодорожном туннеле у Сунчхона 67 пленных американцев. Кроме того, на месте расстрела были обнаружены ещё тела 7 пленных, умерших от истощения. Войскам ООН удалось спасти 21 пленного, которые потом дали показания подкомитету Сената США, занимавшемуся расследованием военных преступлений в Корее.
Погибшие были похоронены на военном кладбище ООН в Пхеньяне. Позднее в ходе войны Пхеньян был отбит китайской армией. Останки некоторых солдат были переданы американцам, но многие останки не были переданы.

Они собрали майора и всех оставшихся пленных, и сказали им идти в этот железнодорожный туннель, и что им там дадут еду. Майор взял их всех и сказал идти туда, садиться и отдыхать. Северокорейцы установили пулемёты и просто открыли огонь, шквальный огонь в туннель.

— Эдвард Халкомб, выживший
Оригинальный текст (англ.)They took the major and all the prisoners that was left and told them to go up in this train tunnel and they was going to go get them some food. So the major took them all and told them to go in, sit down and rest. The North Koreans set up machine guns and just opened fire, fanning fire, into the tunnel there.